# André Monteyne
Pour les articles homonymes, voir Monteyne.
André Monteyne, né à Anderlecht en 1934 est un auteur et homme politique belge flamand, ex-membre du PVV et de la Volksunie, devenu membre du CD&V.
Monteyne est licencié en sciences commerciales et financières; traducteur-réviseur ministériel et mandataire auprès de la Kredietbank.

## Publications
- De ontwikkeling van de Brusselse Olievlek 1947-1976, 1977
- Le Monde flamand de Bruxelles (I et II) (CRISP, 1977)
- Brussel, breken, bouwen : architectuur en stadsverfraaiing, 1780-1914, 1979
- Belgie een misverstand?, 1979
- De Brusselaars : in een stad die anders is (1979, 1981),
- Les Bruxellois : un passé peu ordinaire, 1982
- Brussel: een vrije stad?, 1983
- Goud en geld: een munt voor Europa, éd. den gulden engel (1987)
- T'Serclaes : een Brusselse familie/ une famille bruxelloise, 1991
- Herkomst van de straatnamen van Jette / L'origine des noms des rues de Jette, 1994
- Jef Mennekens 1877-1943 : een man van droom en daad, 1995
- Is there such a thing as a flemish minority in Brussels or a French (Walloon) minority in Flanders?, 1999
- Brussel, Vlaamse en kosmopolitische hoofdstad (2006).

## Fonctions politiques
- député du conseil d'agglomération de Bruxelles (1971-?)
  - membre de la commission de la culture néerlandaise (NCC) (1972-?)
- Conseiller communal VLD à Jette (1994-2000)
- Membre du Conseil de Bruxelles-Capitale et Député au Parlement bruxellois (1989-1995)